# Paul Merula
Paul van Merle ou Paulus Merula en latin, né le 19 août 1558 à Dordrecht et mort le 20 juin 1607 à Rostock, est un avocat, historien et géographe néerlandais.

## Biographie
D’une famille distinguée ayant produit plusieurs hommes de mérite, dont le réformateur martyr Engel de Merle (nl), il était le fils de Jacoba Heermann et Willem Merula. Après avoir fréquenté l'école à Dordrecht et à Delft, il s'inscrit à l’université de Leyde. Après avoir terminé avec succès ses études élémentaires à Dordrecht et à Delft, il visite, suivant la coutume généralement répandue à cette époque, les principales académies de l’étranger : Italie, France, Allemagne, Angleterre, Genève, Bâle et Strasbourg, pour se perfectionner par les leçons des plus célèbres professeurs de l’époque, étudiant notamment le droit et les lettres avec Cujas à l’université de Paris, à l’université d'Orléans et à l’université de Bourges. Dans certains cas, il gagnait sa vie comme précepteur et proviseur adjoint.

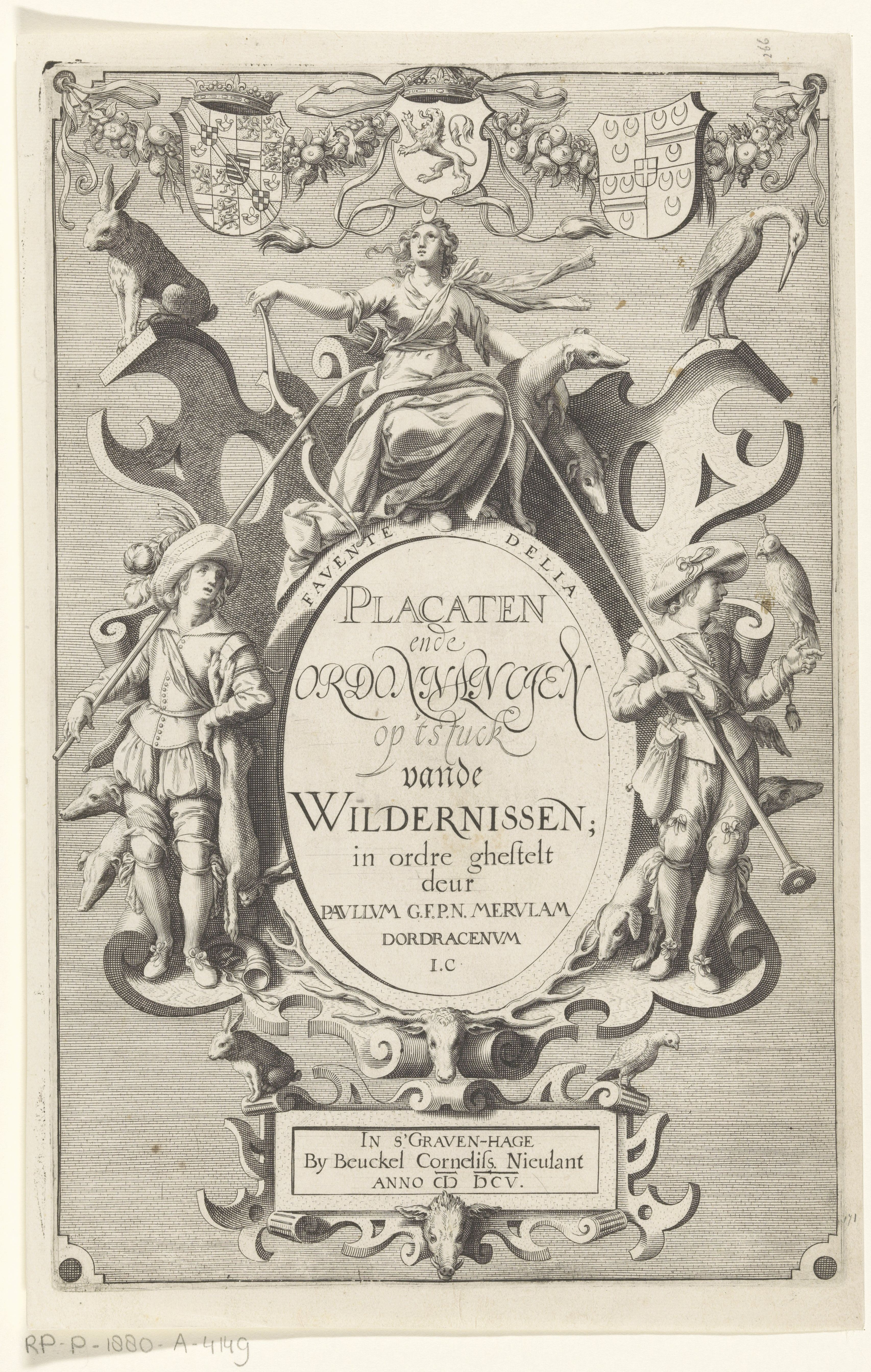
Placaten ende Ordonnantien van de Wildernissen ende Jachtbedrijf (1605)

Revenu dans sa ville natale après neuf ans d’absence, il se livra d’abord au droit, s’installant à la Haye, où il a commencé à exercer la profession d’avocat à la cour de Hollande, fréquentant le barreau avec succès pendant quatre années. Au cours de ces années, il a travaillé sur un manuel de droit civil intitulé Manier van procederen in de Provintiën van Holland, Zeeland ende West-Vriesland, belangende civiele zaaken enz. En 1592, il a été nommé à la chaire d’histoire de l’université de Leyde, vacante par la démission de Juste Lipse et titularisé l’année suivante. En 1598, il succéda à Johan van der Does, dont il fut l’ami, au poste de bibliothécaire. Les États-généraux le nommèrent leur historiographe. À cette époque, il travaillait sur des milliers de pièces pour une Historia Belgica, traitant principalement de la guerre contre les Espagnols, restée à l’état de manuscrit. En 1603, il fut nommé rector magnificus de l'université.
L’excès de travail et d’application ayant affaibli sa santé, on lui conseilla de voyager pour se rétablir ; et il se rendit avec sa famille à Rostock, où il demeura deux mois ; mais comme il se disposait à venir reprendre ses fonctions. il fut saisi d’une fièvre maligne, accompagnée d’un vomissement de sang, dont il a succombé. De son mariage avec Judith Buys, fille du Conseil des États de Hollande Bartholomäus Buys Gryphius, il avait eu neuf enfants.
Son œuvre la plus importante était une histoire en deux parties de la Hollande et du Gueldre. Il a publié une bonne édition des Fragments d’Ennius, avec des notes , une autre d’Eutrope, avec la Continuation de Paul Diacre ; la Vie d’Érasme et celle du fameux théologien protestant berruyer François du Jon, ainsi que l’édition princeps de l’Expositio du Cantique des Cantiques de Williram von Ebersberg, qui a été largement cité par les humanistes du XVIIe siècle.

## Jugements
Scaliger a écrit, à son sujet : 

« Merula a trois états, historiographe des États dont il a 1 000 livres, bibliothécaire dont il : 300 livres et professeur en histoire… C’est un pauvre esprit et jugement… Il est fat mais bon homme, et ne m’apprendra rien de nouveau. »